# Scarthyla goinorum
Scarthyla goinorum es una especie de anfibios de la familia Hylidae. Era monotípica del género Scarthyla hasta que Scarthyla vigilans, anteriormente clasificada como Hyla vigilans fue unida al género.
Habita en la alta cuenca amazónica en Bolivia, Brasil, Colombia y Perú.
Sus hábitats naturales incluyen bosques tropicales o subtropicales secos y a baja altitud, ríos y corrientes intermitentes de agua. Está amenazada de extinción por la destrucción de su hábitat natural.